# Конеккеткен
Конеккетке́н (каз. Көнеккеткен) — село у складі Акжаїцького району Західноказахстанської області Казахстану. Адміністративний центр Конеккеткенського сільського округу.
У радянські часи село називалось Конекеткен.
Населення — 758 осіб (2021; 949 у 2009, 1081 у 1999, 1018 у 1989).